# Рейн Тауншип (округ Індіана, Пенсільванія)
Рейн Тауншип (англ. Rayne Township) — селище (англ. township) в США, в окрузі Індіана штату Пенсільванія. Населення — 2786 осіб (2020).

## Демографія
Згідно з переписом 2010 року, у селищі мешкали 2992 особи в 1215 домогосподарствах у складі 876 родин. Було 1347 помешкань
Расовий склад населення:
| - 99,4 % — білих - 0,1 % — чорних або афроамериканців - 0,1 % — азіатів |

До двох чи більше рас належало 0,4 %. Частка іспаномовних становила 0,3 % від усіх жителів.
За віковим діапазоном населення розподілялося таким чином: 19,4 % — особи молодші 18 років, 62,3 % — особи у віці 18—64 років, 18,3 % — особи у віці 65 років та старші. Медіана віку мешканця становила 46,1 року. На 100 осіб жіночої статі у селищі припадало 102,3 чоловіків;  на 100 жінок у віці від 18 років та старших — 103,5 чоловіків також старших 18 років.
Середній дохід на одне домашнє господарство  становив 72 123 долари США (медіана — 66 250), а середній дохід на одну сім'ю — 83 516 доларів (медіана — 73 790). Медіана доходів становила 55 298 доларів для чоловіків та 33 542 долари для жінок. За межею бідності перебувало 7,8 % осіб, у тому числі 10,2 % дітей у віці до 18 років та 6,8 % осіб у віці 65 років та старших.
Цивільне працевлаштоване населення становило 1365 осіб. Основні галузі зайнятості: освіта, охорона здоров'я та соціальна допомога — 22,7 %, транспорт — 14,7 %, мистецтво, розваги та відпочинок — 12,7 %.